# خوزه مانوئل گالداس
خوزه مانوئل گالداس (انگلیسی: José Manuel Galdames؛ زادهٔ ۱۵ ژوئن ۱۹۷۰) بازیکن فوتبال اهل اسپانیا است.
از باشگاه‌هایی که در آن بازی کرده‌است می‌توان به باشگاه فوتبال اتلتیک بیلبائو، باشگاه فوتبال کامپوستلا، باشگاه فوتبال ایبار، باشگاه فوتبال تولوز، و باشگاه فوتبال اتلتیک بیلبائو بی اشاره کرد.
وی همچنین در تیم‌های ملی فوتبال زیر ۲۰ سال اسپانیا، زیر ۲۱ سال اسپانیا، و زیر ۲۳ سال اسپانیا بازی کرده‌است.